# Huéneja

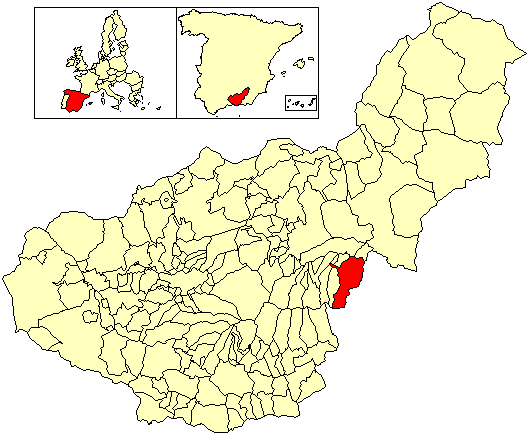
Localização de Huéneja

Huéneja é um município da Espanha na província de Granada, comunidade autónoma da Andaluzia, de área 116,69 km² com população de 1218 habitantes (2007) e densidade populacional de 10,47 hab/km².

## Demografia
| Variação demográfica do município entre 1991 e 2004 | Variação demográfica do município entre 1991 e 2004 | Variação demográfica do município entre 1991 e 2004 | Variação demográfica do município entre 1991 e 2004 |
| --------------------------------------------------- | --------------------------------------------------- | --------------------------------------------------- | --------------------------------------------------- |
| 1991                                                | 1996                                                | 2001                                                | 2004                                                |
| 1 410                                               | 1 329                                               | 1 220                                               | 1 222                                               |